# Núi Gibraltar
Núi Gibraltar hay còn gọi là Cây cột của Hécquyn là một ngọn núi ở Gibraltar nằm ở cực tây nam châu Âu tại bán đảo Iberia. Nó có đỉnh cao 426 m (1.396 feet).